# Akademia Szawelska Uniwersytetu Wileńskiego
Akademia Szawelska Uniwersytetu Wileńskiego (lit. Vilniaus universiteto Šiaulių akademija, VUŠA) – oddział Uniwersytetu Wileńskiego z siedzibą w Szawlach na Żmudzi. 
Korzenie placówki sięgają roku 1948, gdy założono Szawelski Instytut Pedagogiczny. Rangę uniwersytetu uczelnia otrzymała w 1997. Od 2021 roku jest Akademią Szawelską Uniwersytetu Wileńskiego. 

## Dawne wydziały
- Pedagogiczny
- Przyrodniczy
- Humanistyczny wraz ze Studium Europejskim
- Matematyczno-Informatyczny
- Sztuk Pięknych
- Nauk Społecznych
- Inżynieryjny